# Teutobod

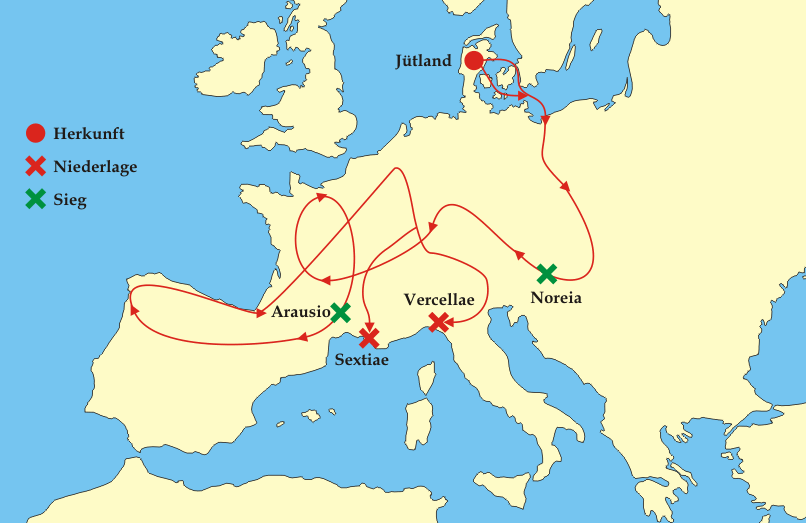
Die Wanderung der Kimbern und Teutonen

Teutobod, lateinisch Teutoboduus († 101 v. Chr.) war ein Heerführer der Teutonen, die zusammen mit den Kimbern während der Kimbernkriege in das Römische Reich einfielen und dabei 105 v. Chr. einen bedeutenden Sieg in der Schlacht bei Arausio errangen. 102 v. Chr. wurde Teutobod in der Schlacht von Aquae Sextiae geschlagen und gefangen sowie vermutlich im folgenden Jahr nach seiner Aufführung im Triumph des Gaius Marius hingerichtet.

## Leben
Von den erhaltenen antiken Quellen, die nur Kurzdarstellungen – etwa nach dem umfangreichen Geschichtswerk des Titus Livius – bieten, handelt Florus noch am eingehendsten über Teutobod, den er als rex bezeichnet. Bei anderen antiken Gewährsmännern wird Teutobod hingegen als dux tituliert. Dass Teutobod Anführer der Teutonen gewesen sei, berichtet nur Florus ausdrücklich; bei Eutropius und Hieronymus tritt Teutobod allgemein als dux der einfallenden Germanenstämme auf.
Laut Florus war Teutobod sehr groß und kräftig, außerdem körperlich gewandt. Er wurde während der für die Teutonen mit einer vernichtenden Niederlage gegen die Römer endenden Schlacht von Aquae Sextiae (102 v. Chr.) verwundet und floh nach der Niederringung seiner Heerscharen in die Berge. Dabei habe er, der sonst vier oder sogar sechs nebeneinandergestellte Pferde zu überspringen gewohnt gewesen sei, auf der Flucht kaum eines zu besteigen vermocht. Bald fiel er den Römern in die Hände. Nach dem Einfall der Kimbern über die Alpen nach Norditalien wichen sie zunächst einer Schlacht aus, als Gaius Marius mit seinem Heer eintraf, und warteten auf die Teutonen, an deren Niederlage sie nicht glauben wollten. Plutarch zufolge ließ Marius aber den kurz vor der Schlacht bei Vercellae (101 v. Chr.) zu ihm geschickten kimbrischen Gesandten die Könige der Teutonen – Plutarch benutzt hier die Pluralform! – gefesselt präsentieren; diese Könige seien nach ihrer Flucht vom Schlachtfeld von Aquae Sextiae in die Alpen von den Sequanern gefangen genommen worden. Zwar nennt Plutarch Teutobod nicht namentlich, doch dürfte diese Begebenheit auf ihn zu beziehen zu sein.
Teutobod wurde dann später im Triumphzug des Gaius Marius durch Rom geführt und sei dabei das bemerkenswerteste Schaustück gewesen. Wahrscheinlich fand daraufhin seine Hinrichtung statt.  Orosius erwähnt  allerdings in seiner verkürzten Darstellung des livianischen Berichts  den Tod des Teutobod unmittelbar im Anschluss an die Verluste der Teutonen bei Aquae Sextiae, als ob er dort gefallen wäre.